# Opera (budynek)

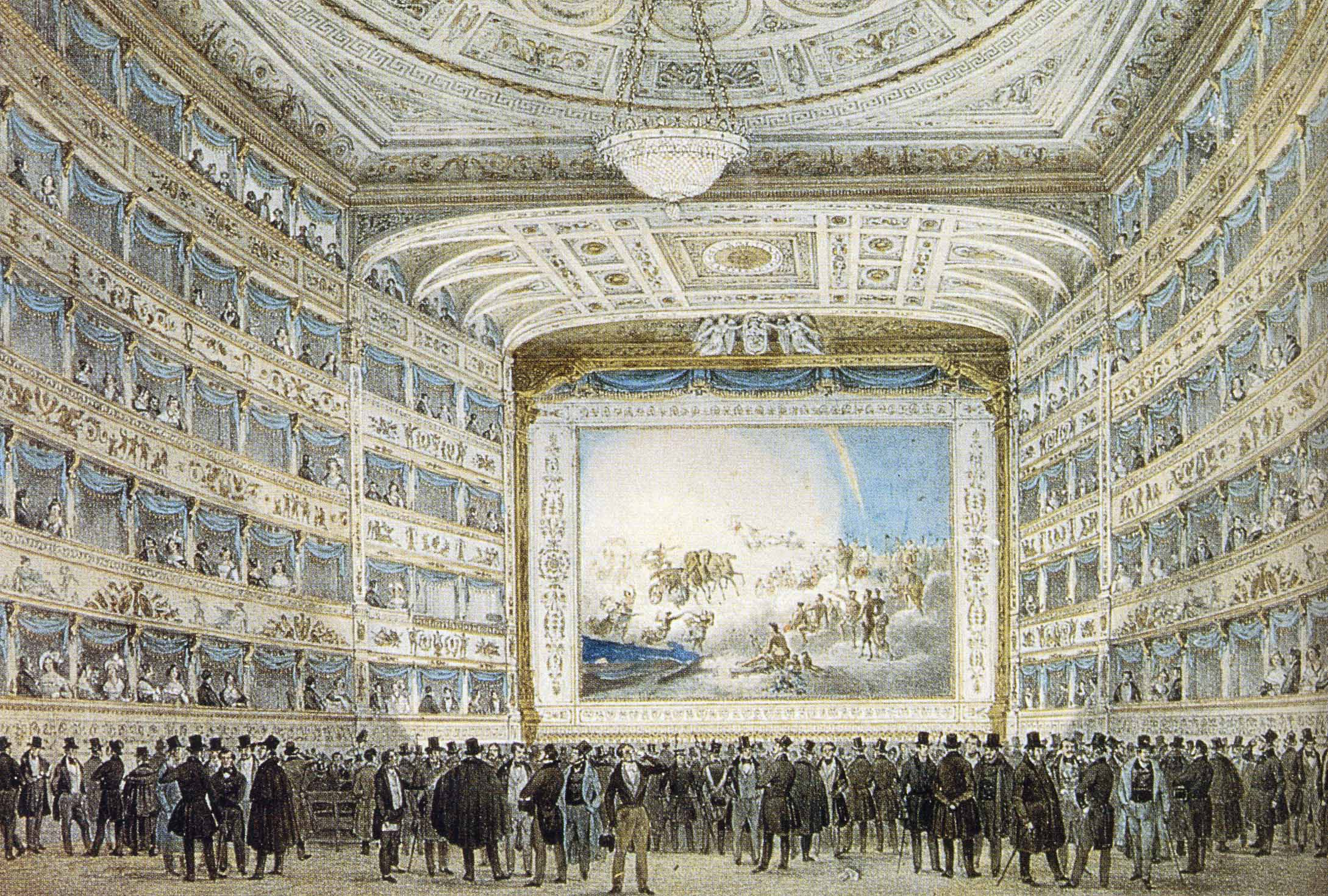
Teatro La Fenice w Wenecji (1837)

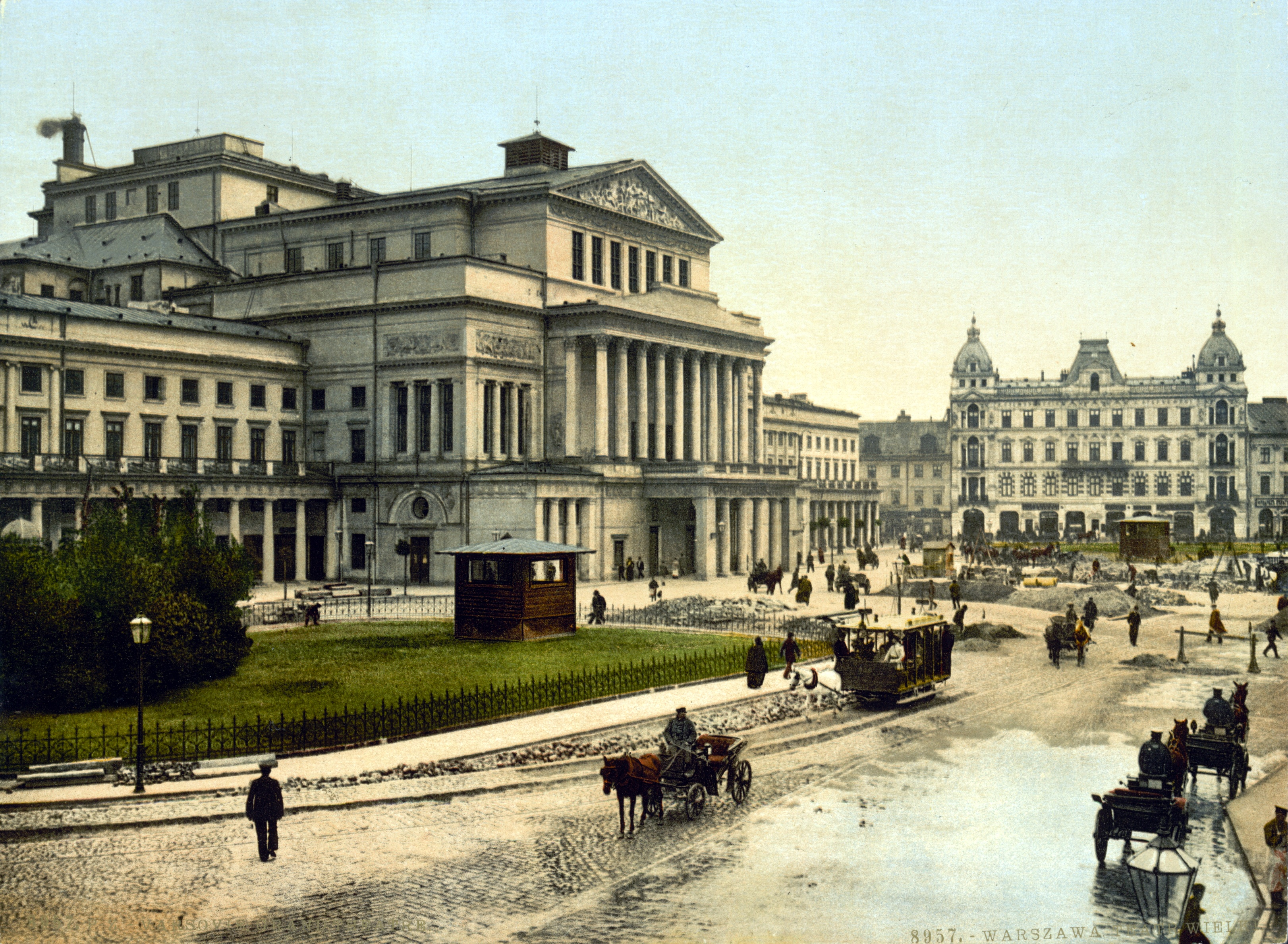
Teatr Wielki w Warszawie (ok. 1890)

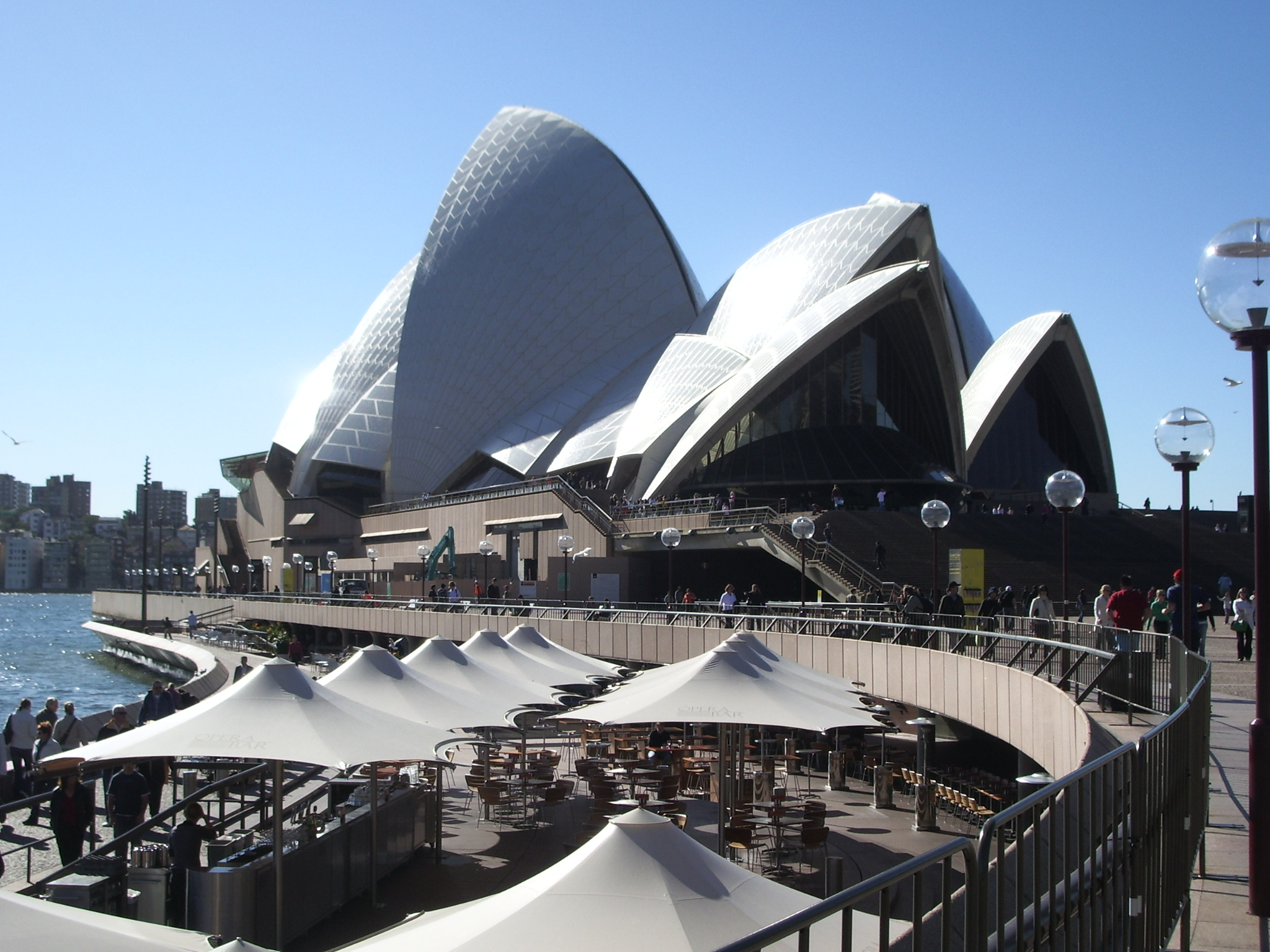
Opera w Sydney, 1957–1973 (2007)

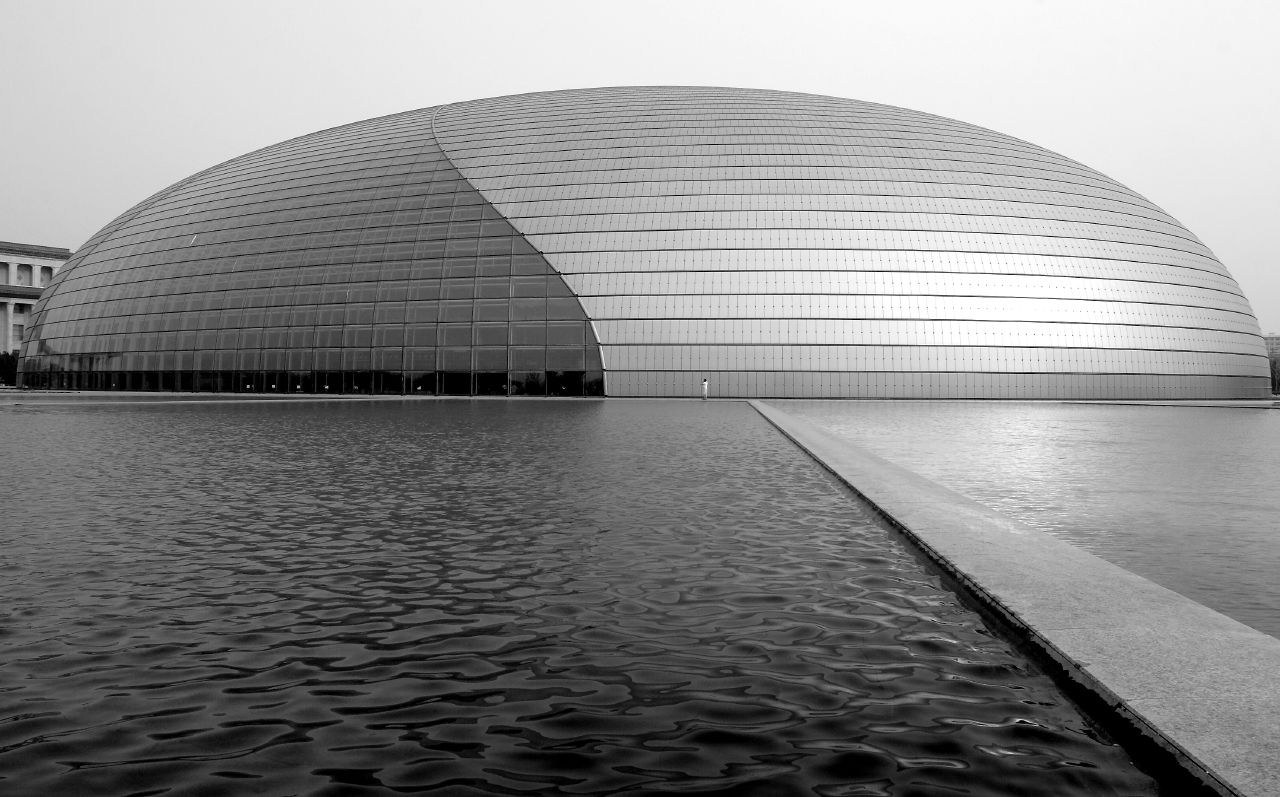
Teatr Narodowy w Pekinie, 2001–2007 (2007)

Opera, gmach opery, teatr operowy – budynek przeznaczony do wystawiania w nim widowisk muzycznych z towarzyszeniem orkiestry, a w szczególności spektakli operowych i baletowych.

## Budowa
Ze względu na charakter wystawianych dzieł posiada zazwyczaj bardziej uroczystą i dostojną architekturę oraz wystrój wnętrz w porównaniu do teatrów operetkowych i musicalowych. Spośród tych trzech rodzajów budynków teatr operowy posiada największy orkiestron i jest on najniżej położony w stosunku do powierzchni sceny, za to stanowisko dyrygenta jest w nim najbardziej wyeksponowane. Zazwyczaj posiada również największe bezpośrednie zaplecze sceniczne z kieszeniami bocznymi, tylną, górną oraz zapadnią zdolnymi pomieścić dekoracje wielkości sceny głównej. Posiada również bardzo rozwiniętą widownię z amfiteatrem wydzielonym z części parterowej oraz piętrami balkonów ustawionych w linii pionowej. Posiada również najbardziej rozbudowane zaplecze dla artystów oraz wszystkich pozostałych pracowników współtworzących spektakle z rozbudowanymi pracowniami stolarskimi, malarskimi, szewskimi, krawieckimi, perukarskimi itd., co jest spowodowane tym, że w teatrach operowych często są wystawiane dzieła z repertuaru klasycznego, które wymagają bardzo rozbudowanej scenografii, jak również bogatych kostiumów z danych epok.
Wśród tych trzech rodzajów budynków, teatry operowe cechują się największą kubaturą, natomiast wszelkie cechy teatrów operetkowych, choć pośrednie pomiędzy teatrami operowymi i musicalowymi, są jednak bardziej zbliżone do tych pierwszych. Aspekty wielkości budynków są przede wszystkich implikowane głośnością spektakli. Teatry operowe są największe ponieważ występujący w nich artyści głównie śpiewają, co daje znacznie większą donośność dźwięku w porównaniu do cichszych ze swojej natury melodeklamacji i tekstów wypowiadanych przez aktorów, które mają często miejsce w spektaklach operetkowych i musicalowych. Jednak i tak wszystkie te budynki są większe od kameralnych w porównaniu z nimi teatrów dramatycznych.

## Nagłośnienie
Sale operowe posiadają nagłośnienie, nie jest ono jednak wykorzystywane do klasycznych przedstawień operowych w przeciwieństwie do wykonawstwa estradowego, musicalowego. Głos śpiewaka operowego wypełnia całą salę dzięki temu, że jest on odpowiednio szkolony i posiada odpowiedni wolumen, a także dzięki odpowiedniej akustyce pomieszczenia. Niektóre teatry operowe wykorzystują do spektakli operowych specjalne nagłośnienie elektroniczne (tak zwany System Wsparcia Akustyki, SWA) które jednak różni się zasadniczo od nagłośnienia estradowego. System ten modyfikuje, optymalizuje, reguluje parametry akustyczne sali. W Polsce teatrem operowym posiadającym taki system jest Teatr Wielki w Warszawie.

## Wybrane największe teatry operowe na świecie pod względem widowni
- Metropolitan Opera House w Nowym Jorku - 3800 miejsc na widowni
- San Francisco Opera - 3146 miejsc
- Teatro alla Scala w Mediolanie - 2800 miejsc
- Gran Teatre del Liceu w Barcelonie 2292 miejsc
- Royal Opera House w Londynie, 2268 miejsc
- Opéra Garnier w Paryżu - 2200 miejsc
- Teatr Bolszoj w Moskwie
- Teatr Wielki - Opera Narodowa w Warszawie - 1828 miejsc (Teatr Wielki posiada największą pod względem powierzchni scenę operową na świecie)
- Brukselska La Monnaie - 1700 miejsc
- Sydney Opera House - 1550 miejsc
- Auditorio de Tenerife